# سپاهان در جام باشگاه‌های جهان
یکی از مهم‌ترین عنوان‌های باشگاه فوتبال سپاهان که این باشگاه را تبدیل به باشگاهی ویژه در فوتبال ایران می‌کند، حضور در جام باشگاه‌های‌جهان سال۲۰۰۷ است.

بازیکنان تیم سپاهان در جام باشگاه‌های جهان

برای مردم اصفهان و علاقمندان به فوتبال به ویژه هواداران سپاهان و البته فوتبال ایران، بدون شک روز دوم آبان یادآور نام سپاهان است؛ روزی که همزمان با تولد باشگاه، نام سپاهان در کنار تیم‌های بزرگی همچون آث میلان ایتالیا، بوکاجونیورز آرژانتین، پاچوکای مکزیک، وایتاکرزیونایتد نیوزلند، ساحل تونس و اوراواردز ژاپن قرار گرفت تا پس از کسب اولین نایب قهرمانی لیگ قهرمانان آسیا با روش جدید برگزاری، سپاهان تا به امروز اولین و آخرین نماینده فوتبال ایران باشد که پرچم ایران را در جام باشگاه‌های جهان به اهتزاز درآورده است.
| تیم                   | کنفدراسیون        | نحوهٔ راهیابی                       |
| ورود از نیمه‌نهایی     | ورود از نیمه‌نهایی | ورود از نیمه‌نهایی                  |
| --------------------- | ----------------- | ---------------------------------- |
| بوکا جونیورز          | کونمبول           | قهرمان جام لیبرتادورس ۲۰۰۷         |
| اوراوا ردز (میزبان)   | اِی‌اف‌سی            | قهرمان لیگ قهرمانان آسیا ۲۰۰۷      |
| ورود از یک‌چهارم نهایی |                   |                                    |
| ستاره ساحلی           | سی‌اِی‌اف            | قهرمان لیگ قهرمانان آفریقا ۲۰۰۷    |
| پاچوکا                | کونکاکاف          | قهرمان لیگ قهرمانان کونکاکاف ۲۰۰۷  |
| میلان                 | یوفا              | قهرمان لیگ قهرمانان اروپا ۰۷–۲۰۰۶  |
| ورود با پلی‌آف         |                   |                                    |
| سپاهان                | اِی‌اف‌سی            | نایب قهرمان لیگ قهرمانان آسیا ۲۰۰۷ |
| ویتاکر یونایتد        | اُاِف‌سی             | قهرمان لیگ قهرمانان اقیانوسیه ۲۰۰۷ |

آرم تیم سپاهان در کنار آرم تیم آث میلان ایتالیا

مراسم افتتاحیه جام باشگاه‌های جهان ۲۰۰۷ ژاپن

حضور در معتبرترین تورنمنت بین الملی فوتبال و مطرح شدن نام پرافتخار ایران و سپاهان در سطوح بین‌المللی کاری بسیار بزرگ و تاریخی بود.

بازی سپاهان در مقابل ویتاکر یونایتد نیوزیلند

سپاهان در آن مسابقات دو مرتبه به میدان رفت؛ دیدار اول که مقابل ویتاکر یونایتد نماینده کشور اقیانوسیه برگزار شد، با نتیجه ۳ بر ۱ به سود سپاهان خاتمه یافت؛ گل‌های این مسابقه برای طلایی پوشان فوتبال ایران را دو بار عماد رضا و یک بار عبدالوهاب و تک گل نماینده اقیانوسیه هم با گل به خودی هادی عقیلی ثبت شد.

بازی تیم سپاهان در مقابل تیم اوراوا ردز ژاپن

در دیدار دوم اما شاگردان بوناچیچ (سرمربی وقت سپاهان) با نتیجه ۳ بر ۱ مقابل اوراوا ردز ژاپن و تنها گل سپاهان را محمود کریمی ثبت کرد. کنفدراسیون فوتبال آسیا نوشت: «زور سپاهان به اوراوا ردز نرسید»

مراسم افتتاحیه جام باشگاه‌های جهان ۲۰۰۷ ژاپن

اما هرگز بازی‌های تیم سپاهان در جام باشگاه‌های جهان از صدا و سیمای ایران پخش نشد و به جای آن سریال بر روی آنتن رفت!!!

مراسم افتتاحیه جام باشگاه‌های جهان ۲۰۰۷ ژاپن
آرم سپاهان در کنار تیم‌های دیگر حاضر در جام

در پایان هم آث میلان، تیم قدرتمند آن سال‌های اروپا موفق به شکست بوکاجونیورز و قهرمانی شد. همچنین سپاهان، به مقام پنجمین تیم قدرتمند جهان رسید.

باشگاه فوتبال آث میلان ایتالیا، قهرمان جام باشگاه‌های جهان سال ۲۰۰۷ ژاپن

## حضور آنچلوتی در بازی سپاهان
از نکات ویژه این مسابقه، حضور کارلو آنچلوتی به عنوان سرمربی آث میلان ایتالیا و آریانو گالیانی، مدیر اجرایی باشگاه آث میلان در ورزشگاه برای ارزیابی رقبای احتمالی این تیم قرمز و مشکی پوش بود. بازیکنان بوکاجونیورز آرژانتین و تیم سپاهان ایران را نیز در جایگاه ویژه این بازی را نظاره می کردن

## مسابقات
|  | پلی آف             | پلی آف       |                      |             | یک‌چهارم نهایی      | یک‌چهارم نهایی      |  |  | نیمه نهایی | نیمه نهایی |  |  | فینال                | فینال |
|  | ۷ دسامبر – توکیو   |              |                      |             |                    |                    |  |  |            |            |  |  |                      |       |
|  | سپاهان             | ۳            |                      |             | ۱۰ دسامبر – تویوتا | ۱۰ دسامبر – تویوتا |  |  |            |            |  |  |                      |       |
|  | سپاهان             | ۳            |                      |             | ۱۰ دسامبر – تویوتا | ۱۰ دسامبر – تویوتا |  |  |            |            |  |  |                      |       |
|  | ویتاکر یونایتد     | ۱            |                      |             | سپاهان             | ۱                  |  |  |            |            |  |  |                      |       |
|  | ویتاکر یونایتد     | ۱            | ۱۳ دسامبر – یوکوهاما |             | سپاهان             | ۱                  |  |  |            |            |  |  |                      |       |
|  |                    |              |                      |             | اوراوا رد دایموندز | ۳                  |  |  |            |            |  |  |                      |       |
|  | اوراوا رد دایموندز | ۰            |                      |             | اوراوا رد دایموندز | ۳                  |  |  |            |            |  |  |                      |       |
|  | اوراوا رد دایموندز | ۰            |                      |             |                    |                    |  |  |            |            |  |  |                      |       |
|  |                    |              | میلان                | ۱           |                    |                    |  |  |            |            |  |  |                      |       |
|  |                    |              | میلان                | ۱           |                    |                    |  |  |            |            |  |  |                      |       |
|  |                    |              | ۱۶ دسامبر – یوکوهاما |             |                    |                    |  |  |            |            |  |  |                      |       |
|  |                    |              |                      |             |                    |                    |  |  |            |            |  |  |                      |       |
|  | میلان              | ۴            |                      |             |                    |                    |  |  |            |            |  |  |                      |       |
|  | میلان              | ۴            | ۹ دسامبر – توکیو     |             |                    |                    |  |  |            |            |  |  |                      |       |
|  |                    | بوکا جونیورز | ۲                    |             |                    |                    |  |  |            |            |  |  |                      |       |
|  |                    |              | ۲                    | ستاره ساحلی | ۱                  |                    |  |  |            |            |  |  |                      |       |
|  | ۱۲ دسامبر – توکیو  |              |                      | ستاره ساحلی | ۱                  |                    |  |  |            |            |  |  |                      |       |
|  |                    | پاچوکا       | ۰                    |             |                    |                    |  |  |            |            |  |  |                      |       |
|  | ستاره ساحلی        | پاچوکا       | ۰                    | ۰           |                    |                    |  |  |            |            |  |  |                      |       |
|  | ستاره ساحلی        |              | مقام سومی            | ۰           |                    |                    |  |  |            |            |  |  |                      |       |
|  |                    |              | بوکا جونیورز         | ۱           |                    |                    |  |  |            |            |  |  |                      |       |
|  | اوراوا رد دایموندز | ۲ (۴)        | بوکا جونیورز         | ۱           |                    |                    |  |  |            |            |  |  |                      |       |
|  | اوراوا رد دایموندز | ۲ (۴)        |                      |             |                    |                    |  |  |            |            |  |  |                      |       |
|  | ستاره ساحلی        | ۲ (۲)        |                      |             |                    |                    |  |  |            |            |  |  |                      |       |
|  | ستاره ساحلی        | ۲ (۲)        |                      |             |                    |                    |  |  |            |            |  |  |                      |       |
|  |                    |              |                      |             |                    |                    |  |  |            |            |  |  | ۱۶ دسامبر – یوکوهاما |       |

### پلی‌آف برای یک‌چهارم‌نهایی
| سپاهان                           | ۳–۱ | ویتاکر یونایتد       |
| -------------------------------- | --- | -------------------- |
| عماد محمد ۳'، ۴' · عبدالوهاب ۴۷' |     | عقیلی ۷۴' (گل‌به‌خودی) |

### یک چهارم نهایی
| ستاره ساحلی | ۱–۰ | پاچوکا |
| ----------- | --- | ------ |
| نری ۸۵'     |     |        |

| سپاهان    | ۱–۳ | اوراوا رد دایموندز                            |
| --------- | --- | --------------------------------------------- |
| کریمی ۸۰' |     | اینزاگی ۳۲' · کاکا ۵۴' · عقیلی ۷۰' (گل‌به‌خودی) |

### نیمه نهایی
| ستاره ساحلی | ۰–۱ | بوکا جونیورز |
| ----------- | --- | ------------ |
|             |     | کاردوزو ۳۷'  |

| اوراوا رد دیاموندز | ۰–۱ | میلان      |
| ------------------ | --- | ---------- |
|                    |     | سیدورف ۶۸' |

### رده‌بندی
| ستاره ساحلی                     | ۲–۲ | اوراوا رد دیاموندز               |
| ------------------------------- | --- | -------------------------------- |
| بن فرج ۵' (پنالتی) · شرمیطی ۷۵' |     | واشینگتن ۳۵'، ۷۰'                |
| ضربات پنالتی                    |     |                                  |
| نفخه · غزال · بن ناصر · تراوی   | ۲–۴ | واشینگتن · آبه · ناگای · هوسوگای |

### نهایی
| بوکا جونیورز                           | ۲–۴ | میلان                                  |
| -------------------------------------- | --- | -------------------------------------- |
| پالاسیو ۲۲' · آمبروزینی ۸۵' (گل‌به‌خودی) |     | اینزاگی ۲۱'، ۷۱' · نستا ۵۰' · کاکا ۶۱' |

## برترین گلزنان
| رتبه | بازیکن   | باشگاه             | گل‌ها |
| ---- | -------- | ------------------ | ---- |
| ۱    | واشینگتن | اوراوا رد دایموندز | ۳    |
| ۲    | عماد رضا | سپاهان             | ۲    |
| ۲    | اینزاگی  | میلان              | ۲    |

## ترکیب تیم سپاهان

حلقه شادی بازیکنان باشگاه فوتبال سپاهان ایران

تیم سپاهان با آرایش محمد سواری، هادی عقیلی، فرشاد بهادرانی، محسن بنگر، هادی جعفری، عبدالوهاب ابوالهیل، جابا مجیری، احسان حاج صفی، محمد سید صالحی، عماد محمدرضا (کبیرلو از دقیقه ۸۷)، و محمود کریمی (کاپیتان)، (از دقیقه ۶۴ حسین کاظمی) به دیدار حریف نیوزیلندی رفت.
در این بازی محرم نوید کیا، کاپیتان تیم سپاهان به دلیل مصدومیت روی نیمکت ذخیره‌ها نشست و داور بازی اهل مکزیک بود.

## رده‌بندی نهایی
| رتبه | تیم                | کنفدراسیون | بازی | برد | مساوی | باخت | گل‌زده | گل‌خورده | تفاضل‌گل |
| ---- | ------------------ | ---------- | ---- | --- | ----- | ---- | ----- | ------- | ------- |
| ۱    | میلان              | یوفا       | ۲    | ۲   | ۰     | ۰    | ۵     | ۲       | ۳+      |
| ۲    | بوکا جونیورز       | کونمبول    | ۲    | ۱   | ۰     | ۱    | ۳     | ۴       | ۱-      |
| ۳    | اوراوا رد دایموندز | اِی‌اف‌سی     | ۳    | ۱   | ۱     | ۱    | ۵     | ۴       | ۱+      |
| ۴    | ستاره ساحلی        | سی‌اِی‌اف     | ۳    | ۱   | ۱     | ۱    | ۳     | ۳       | ۰       |
| ۵    | سپاهان             | اِی‌اف‌سی     | ۲    | ۱   | ۰     | ۱    | ۴     | ۴       | ۰       |
| ۵    | پاچوکا             | کونکاکاف   | ۱    | ۰   | ۰     | ۱    | ۰     | ۱       | ۱-      |
| ۷    | ویتاکر یونایتد     | اُاِف‌سی      | ۱    | ۰   | ۰     | ۱    | ۱     | ۳       | ۲-      |

## توپ هوشمند
مسابقه سپاهان با ویتکرز نخستین مسابقه رسمی فیفا بود که با توپ «میکروچیپ» بازی شد.
در توپ‌های هوشمند این جام هشت چیپ کوچک کار گذاشته شده است که وقتی توپ از خط دروازه گذشت واکنش مغناطیسی زمین، عبور آن را نشان دهد. در این لحظه علامت به داور مسابقه می‌رسد که صفحه ای در مچ خود دارد و گل را اطلاع می‌دهد. او تنها کسی است که از به ثمر رسیدن گل مطلع می‌شود.

## پاداش جام باشگاه‌های جهان
رقابت جام باشگاه‌های جهان سال ۲۰۰۷، ۱۶ میلیون دلار جایزه نقدی دارد که به تناسب عنوانها، بین تیمهای اول تا آخر توزیع شد.
تیم وایتکرز با شکست از سپاهان، هفتم شد و نیم میلیون دلار جایزه گرفت. تیم سپاهان که مشترکاً با تیم دیگری پنجم شد، یک میلیون دلار جایزه گرفتند. تیم چهارم دو میلیون دلار، تیم سوم دو و نیم میلیون دلار و تیم دوم چهار میلیون دلار جایزه گرفتند. همچنین به قهرمان رقابتهای جام باشگاه‌های جهان، آث میلان پنج میلیون دلار جایزه اهدا شد.
| رتبه | تیم                | کنفدراسیون | جایزه            |
| ---- | ------------------ | ---------- | ---------------- |
| ۱    | میلان              | یوفا       | ۵ میلیون دلار    |
| ۲    | بوکا جونیورز       | کونمبول    | ۴ میلیون دلار    |
| ۳    | اوراوا رد دایموندز | اِی‌اف‌سی     | ۲٫۵ میلیون دلار  |
| ۴    | ستاره ساحلی        | سی‌اِی‌اف     | ۲ میلیون دلار    |
| ۵    | سپاهان             | اِی‌اف‌سی     | ۱ میلیون دلار    |
| ۵    | پاچوکا             | کونکاکاف   | ۱ میلیون دلار    |
| ۷    | ویتاکر یونایتد     | اُاِف‌سی      | ۰٫۵ میلیون دلار- |